# Production I.G
Production I.G (japonsky 株式会社プロダクション・アイジー, Kabušiki gaiša Purodakušon Ai Dží) je japonské animační studio, které v roce 1987 založili Micuhisa Išikawa a Takajuki Gotó a které bylo pojmenováno podle počátečních písmen příjmení zakladatelů. Mezi nejúspěšnější filmy a seriály studia Production I.G patří celosvětově populární série Ghost in the Shell, Kuroko no basuke, Psycho-Pass nebo Útok titánů.

## Tvorba

### Televizní seriály
- Zillion (1987, jako I.G. Tacunoko v koprodukci se studiem Tacunoko Pro)
- Blue Seed (1994–1995, v koprodukci se studiem Aši Productions)
- Popolocrois Monogatari (1998–1999, v koprodukci se studiem Bee Train)
- Medarot damašii (2000–2001, v koprodukci se studiem Trans Arts)
- Vampijan Kids (2001–2002)
- PaRappa the Rapper (2001–2002, v koprodukci se studii J.C.Staff a SME Visual Works)
- Ghost in the Shell: Stand Alone Complex (2002–2003)
- IGPX: Immortal Grand Prix (2003, v koprodukci se studiem Bee Train)
- Sakigake!! Cromartie kókó (2003–2004)
- Ghost in the Shell: S.A.C. 2nd GIG (2004–2005)
- Fúdžin monogatari (2004–2005)
- Otogizóši (2004–2005)
- IGPX: Immortal Grand Prix (2005–2006)
- Blood+ (2005–2006)
- Le Chevalier D'Eon (2006–2007)
- xxxHOLiC (2006)
- Seirei no moribito (2007)
- Reideen (2007)
- Ghost Hound (2007–2008)
- xxxHOLiC 2 (2008)
- RD: Sennó čósašicu (2008)
- Tošokan sensó (2008)
- World Destruction: Mičibikareši iši (2008)
- Kemono no sódža Erin (2009, v koprodukci se studiem Trans Arts)
- Sengoku Basara (2009)
- Higaši no Eden (2009)
- Kimi ni todoke (2009)
- Sengoku Basara 2 (2010)
- Kimi ni todoke 2nd Season (2011)
- Mošidora (2011)
- Usagi Drop (2011)
- Jondemasujo, Azazel-san. (2011)
- Blood-C (2011)
- Guilty Crown (2011)
- Kuroko no basuke (2012)
- Tennis no ódži-sama (2012, v koprodukci se studiem M.S.C.)
- Shining Hearts: Šiawase no pan (2012)
- Robotics;Notes (2012–2013)
- Psycho-Pass (2012–2013)
- Suisei no Gargantia (2012–2013)
- Šingeki no kjodžin (2013, v koprodukci se studiem Wit Studio)
- Jondemasujo, Azazel-san. Z (2013)
- Genšiken nidaime (2013)
- Daija no A (2013–2015, v koprodukci se studiem Madhouse)
- Kuroko no basuke 2 (2013)
- Pikaia! (2014, v koprodukci se studiem OLM)
- Haikjú!! (2014)
- Ao haru Ride (2014)
- Džunkecu no Maria (2015)
- Ghost in the Shell: Arise – Alternative Architecture (2015)
- Kuroko no basuke 3 (2015)
- Daija no A 2 (2015, v koprodukci se studiem Madhouse)
- Haikjú!! Second Season (2015)
- Šingeki! Kjodžin čúgakkó (2015)
- Joker Game (2016)
- Haikjú!! Karasuno kókó VS Širatorizawa gakuen kókó (2016)
- Atom: The Beginning (2017, v koprodukci se studii OLM a Signal.MD)
- Ballroom e jókoso (2017)
- Pikaia! (2017)
- Mahódžin guru guru (2017)
- Ginga eijú densecu: Die Neue These (2018)
- FLCL Alternative (2018, díly 1, 3–4 a 6)
- FLCL Progressive (2018, v koprodukci se studii Revoroot a NUT)
- Kaze ga cujoku fuiteiru (2018–2019)
- Kabukičó Sherlock (2019–2020)
- Šin čúka ičiban! (2019–dosud, v koprodukci se studiem NAS)
- Psycho-Pass 3 (2019)
- Haikjú!! To the Top (2020)
- Noblesse (2020)
- Moriarty the Patriot (2020–2021)
- Kaizoku ódžo (2021)[1]

### OVA
- Dante's Inferno: An Animated Epic (2010, v koprodukci se společnostmi Film Roman, Dong Woo Animation, Manglobe, JM Animation, MOI Animation, Digital eMation, BigStar a EA Pictures)
- Pokémon Origins (2013, 1 díl)

### ONA
- The King of Fighters: Another Day (2005–2006)
- Chocolate Underground (2008)
- Next A-Class (2012)
- Mó hitocu no mirai wo. (2013–2014)
- Noblesse: Awakening (2016)
- Star Fox Zero: The Battle Begins (2016, v koprodukci se studiem Wit Studio)
- Africa no Salaryman (2017)
- Neo Yokio (2017, v koprodukci se studii Studio Deen a Friends Night)
- Kodoku no Gourmet (2017–dosud)
- B: The Beginning (2018–dosud)
- Mošimoši, Terumi desu. (2018–dosud)
- Holiday Love (2018–dosud)
- Ultraman (2019–dosud, v koprodukci se studiem Sola Digital Arts)
- Sol Levante (2020)[2]
- Duch ve stroji: SAC 2045 (2020–dosud, v koprodukci se studiem Sola Digital Arts)[3]

### Filmy
- Kidó keisacu Patlabor: The Movie (1989, v koprodukci se Studiem Deen)
- Tistou Midori no ojajubi (1990)
- Kaze no tairiku (1992)
- Talking Head (1992, animovaná část)
- Kidó keisacu Patlabor 2: The Movie (1993)
- Ghost in the Shell (1995)
- Neon Genesis Evangelion: Death & Rebirth (1997, v koprodukci s Gainax)
- Neon Genesis Evangelion: The End of Evangelion (1997, v koprodukci s Gainax)
- Kidó senkan Nadesico: The Prince of Darkness (1998, v koprodukci se studiem Xebec)
- Akihabara dennó gumi: 2011 nen no nacujasumi (1999, v koprodukci se studiem Xebec)
- Džin-Ró (2000)
- Blood: The Last Vampire (2000)
- Sakura taisen: Kacudó šašin (2001)
- Mini Pato (2002, série tří krátkometrážních filmů)
- Kill Bill (2003, animovaná část)
- Dead Leaves (2004)
- Ghost in the Shell 2: Innocence (2004, 3DCG od Polygon Pictures)
- Gekidžóban Cubasa Chronicle: Torikago no kuni no himegimi (2005)
- Tennis no ódži-sama: Atobe kara no okurimono (2005)
- Gekidžóban Tennis no ódži-sama: Futari no samurai (2005, v koprodukci se studiem Nihon Ad Systems)
- Gekidžóban xxxHOLiC: Manacu no jo no jume (2005)
- Tačiguiši-recuden (2006, poloanimovaný film)
- Ghost in the Shell: Stand Alone Complex - Solid State Society (2006)
- The Sky Crawlers (2008, 3DCG od Polygon Pictures)
- Mijamoto Musaši: Sóken ni haseru jume (2009)
- Tales of Vesperia: First Strike (2009)
- Higaši no Eden gekidžóban: The King of Eden (2009)
- Hottarake no šima: Haruka to mahó no kagami (2009, 3DCG od Polygon Pictures)
- Higaši no Eden gekidžóban: Paradise Lost (2010)
- Broken Blade (2010–2011, filmová hexalogie; v koprodukci se studiem Xebec)
- Gekidžóban Bungaku šódžo (2010)
- Hijokoi (2010)
- Loups=Garous (2010, v koprodukci se studiem TransArts)
- Ghost in the Shell: Stand Alone Complex – Solid State Society 3D (2011)
- Gekidžóban Sengoku Basara: The Last Party (2011)
- Tansu waraši. (2011)
- Momo e no tegami (2011)
- Xi Avant (2011, krátkometrážní film)
- Gekidžóban Tennis no ódži-sama: Eikokušiki teikjú širo kessen! (2011, v koprodukci se studiem M.S.C)
- Appleseed XIII: Juigon (2011, production co-operation for Jinni's Animation Studio)
- Appleseed XIII: Jogen (2011, production co-operation for Jinni's Animation Studio)
- Gekidžóban Blood-C: The Last Dark (2012)
- Tošokan sensó: Kakumei no cubasa (2012)
- 009 Re:Cyborg (2012, v koprodukci se studiem Sanzigen)
- Wasurenagumo (2012)
- Mass Effect: Paragon Lost (2012)
- Kick-Heart (2013)
- Giovanni no šima (2014)
- Gekidžóban Psycho-Pass (2015)
- Sarusuberi: Miss Hokusai (2015)
- Kókaku kidótai: Šin gekidžóban (2015)
- Haikyu!! Owari to hadžimari (2015)
- Haikyu!! Šóša to haiša (2015)
- Naše copánkaté božstvo (2015)
- Kuroko no basuke: Gekidžóban (2016, kompilační trilogie)
- Haikjú!! Sainó to sense (2017)
- Haikyu!! Concept no tatakai (2017)
- Gekidžóban Kuroko no basuke: Last Game (2017)
- Gekidžóban Tokimeki Restaurant: Miracle 6 (2018)
- Psycho-Pass: Sinners of the System (2019, filmová trilogie)
- Ginga eijú densecu: Die Neue These Seiran (2019, filmová trilogie)
- Sókjú no Fafner: The Beyond (2019–dosud, filmová série o 12 částech; uvedeno jako animační produkce a studio I.G Zwei uvedeno jako animačně produkční studio)
- Psycho Pass 3: First Inspector (2020)
- Gekidžóban Bem: Become Human (2020)
- Deemo: The Movie (2020, v koprodukci se studiem Signal.MD)
- Gekidžóban Fate/Grand Order: Šinsei entaku rjóiki Camelot - Paladin; Agateram (2021; animační produkce druhého filmu)
- Šika no ó (2021)

### Hrané seriály
- Channel wa sonomama! (2019)